# Санкт-Петербургский университет МВД России
Федеральное государственное казенное образовательное учреждение высшего  образования «Санкт-Петербургский университет Министерства внутренних дел Российской Федерации» (Санкт-Петербургский университет МВД России, ФГКОУ ВО СПбУ МВД РФ) — высшее учебное заведение Санкт-Петербурга, ведомственное учебное заведение МВД РФ, занимающееся подготовкой, переподготовкой и повышение квалификации кадров для органов внутренних дел России и иностранных государств.
Вуз был основан в 1968 году как Высшее политическое училище МВД СССР. В 1992 году произошло разделение училища на Санкт-Петербургский военный институт внутренних войск МВД России и Санкт-Петербургский юридический институт МВД. На базе последнего, а также Санкт-Петербургской высшей школы МВД РФ и Института повышения квалификации работников МВД РФ в 1996 году была создана Санкт-Петербургская академия МВД, которая два года спустя получила статус университета.
СПбУ МВД РФ является первым из университетов в системе МВД России.

## История
Свою историю оба учебных заведения (Университет МВД и Институт внутренних войск) ведут с 1944 года, когда была образована Центральная школа МВД СССР. С 1947 года школа базировалась в Знаменке Ленинградской области (ныне в черте города). В 1952 году школе был вручен высокий государственный отличительный знак — Красное знамя. С 1958 года школа готовила выпускников по двум направлениям: культурно-просветительская работа в исправительно трудовых учреждениях и полиподготовка офицеров внутренних войск. В 1963 году школе приказом МООП РСФСР был установлен годовой праздник — 12 октября.
В 1968 году Знаменской школе был дан статус высшего учебного заведения и наименование Высшего Политического Училища МВД СССР. Училище занималось переподготовкой (повышением квалификации) по двум направлениям: офицеров с высшим юридическим образованием готовили для органов МВД, а офицеров с высшим военно-специальным образованием — для внутренних войск. За период с 1968 по 1992 год ВПУ МВД выпустило более 20 тысяч офицеров-политработников.
В 1992 году училище было разделено на несколько вузов. Из него выделяется Санкт-Петербургский военный институт внутренних войск МВД России. Распоряжением Правительства РФ № 398 от 11 июня 1992 года был создан Санкт-Петербургский юридический институт МВД РФ. В 1996 году Юридический институт был объединен с Санкт-Петербургской высшей школой МВД РФ и Институтом повышения квалификации работников МВД. На их основе Постановлением Правительства № 1361 была создана Академия МВД РФ.
18 июня 1998 года Академия получила свой нынешний статус — Санкт-Петербургского университета МВД России.
За годы существования вуз выпустил множество офицеров, многие из которых возглавляли различные ведомства в системе МВД и других правоохранительных органов. Более 60 выпускников университета имеют генеральские звания. Шестеро выпускников вуза были удостоены высших государственных наград страны — звания Героя Советского Союза и Героя России. Офицеры и сотрудники вуза участвовали в различных военных операциях и мероприятиях по гражданской обороне, включая войну в Афганистане, ликвидацию последствий аварии на Чернобыльской АЭС, боевые действия в Закавказье и в Чечне.
В настоящее время вуз осуществляет подготовку следователей, оперативных работников, участковых уполномоченных полиции, экспертов-криминалистов, экономистов, психологов, специалистов по работе с молодежью, специалистов-инженеров по защите информации для органов внутренних дел.
В 2011 году вуз подтвердил статус университета, успешно пройдя государственную и общественную аккредитацию.
26 мая 2021 года подписано соглашение о сотрудничестве Санкт-Петербургского университета университета МВД с Санкт-Петербургским политехническим университетом Петра Великого.
Университетом выпускается журнал «Вестник Санкт-Петербургского университета МВД России» (четыре номера в год).

## Образование

### Поступление и процесс обучения
Поступление в университет осуществляется на конкурсной основе на очную и заочную формы обучения по результатам ЕГЭ и дополнительных вступительных испытаний, проводимых университетом, включая физическую подготовку. К абитуриентам предъявляются следующие требования: они должны быть не старше 25 лет (на год поступления) вне зависимости от пола, социального статуса, расовой, религиозной и иной принадлежности, имеющие документы о получении среднего (полного) общего образования, годные к учёбе и службы по личным, деловым и физическим качествам (для определения этого проводятся собеседования и испытание физической подготовки). Без вступительных экзаменов в университет зачисляются дети сотрудников МВД, погибших при исполнении долга.
По достижении 18 лет курсанты приносят присягу сотрудников МВД. Курсанты получают ежемесячное денежное довольствие, расширенное, по сравнению с гражданскими вузами. Для студентов 1-4 курса оно составляет не менее 13 тысяч рублей, а после получения первого специального звания, младшего лейтенанта полиции, довольствие составляет не менее 27 тысяч.
На время обучения предоставляется отсрочка от прохождения службы в Вооруженных силах. По окончании обучения выпускникам гарантируется трудоустройство в органах внутренних дел.

### Учебные направления и специальности
В настоящее время Университет осуществляет 1 направление среднего образования, 22 направления высшего профессионального образования, а также 15 направлений послевузовского образования (адъюнктура) и подготовку водителей категории «В». Также реализуются программы докторантуры, повышения квалификации, переподготовки и дополнительного образования. Всего в вузе реализовано более 100 учебных программ, специальностей и направлений.
На большей части учебных направлений выпускники получают квалификацию специалиста, по ряду программ (психология, юриспруденция, менеджмент) присваивается квалификация бакалавра, также действуют программы магистратуры.
Основные направления подготовки:
- 030000 — Гуманитарные науки. Ведется подготовка по специализациям: психология (специалитет, бакалавриат только на заочном отделении), психология служебной деятельности (только на очном отделении), правовое обеспечение национальной безопасности, юриспруденция (специалитет, бакалавриат только на очном отделении, магистратура в настоящее время не реализуется), судебная экспертиза (только очное отделение), правоохранительная деятельность, реклама и связи с общественностью (в настоящее время не реализуется).
- 040000 — Социальные науки. Специализация — организация работы с молодежью. Программа реализуется только на заочном отделении.
- 050000 — Образование и педагогика. Специализация —  педагогика и психология девиантного поведения. Программа реализуется только на заочном отделении.
- 080000 — Экономика и управление. Ведется подготовка по специализациям: бухгалтерский учёт, анализ и аудит, экономическая безопасность, тыловое обеспечение (в настоящее время не реализуется), налоги и налогообложение (только на заочном отделении) и менеджмент (бакалавриат, не реализуется).
- 090000 — Информационная безопасность. Ведется подготовка по специализациям: организация и технология защиты информации (только на заочном отделении), безопасность информационных технологий в правоохранительной сфере (только на очном отделении).
- 230000 — Информатика и вычислительная техника. Специализация — информационные системы и технологии (бакалавриат, только очное отделение).
- 290000 — Военное образование. Специализация — управление персоналом Вооруженных сил (только очное отделение).

### Профессорско-преподавательский состав
Профессорско-преподавательский состав вуза в настоящее время насчитывает 401 человека. Из них 64 человека имеют степень доктора наук, 235 — степень кандидата наук. В университете 72 профессора и 155 доцентов, научный потенциал вуза составляет почти 72%. В 2013 году профессор И. А. Соболь был выдвинут кандидатом на звание «Лучший преподаватель образовательных учреждений МВД России».
Основная часть преподавателей имеет опыт практической работы в органах внутренних дел. 24 преподавателя имеют отличительный знак «Заслуженный работник высшей школы Российской Федерации», 15 — «Заслуженный юрист Российской Федерации», трое — «Заслуженный деятель науки Российской Федерации». Многие преподаватели отмечены различными наградами, орденами и медалями.

### Диссертационные советы
В университете действуют три диссертационных совета, которые обеспечивают проведение защиты диссертаций на степени кандидата наук и доктора наук по трем специальностям: юридические науки; педагогические науки/психологические науки и экономические науки.
Совет по юридическим наукам
- 12.00.08 — уголовное право и криминология; уголовно-исполнительное право (юридические науки).
- 12.00.09 — уголовный процесс (юридические науки).
- 12.00.12 — криминалистика; судебно-экспертная деятельность; оперативно-розыскная деятельность (юридические науки).

Совет по педагогическим и психологическим наукам
- 13.00.01 — общая педагогика; история педагогики и образования (педагогические науки); 13.00.08 – теория и методика профессионального образования (педагогические науки).
- 19.00.06 — психология (психологические науки).

Совет по экономическим наукам
- 08.00.05 — экономика и управление народным хозяйством (экономическая безопасность) (экономические науки).

## Структура

### Факультеты
- Факультет № 1 — подготовки сотрудников для подразделений по работе с личным составом.
- Факультет № 2 — подготовки работников для следственных подразделений.
- Факультет № 3 — подготовки работников для оперативных подразделений.
- Факультет № 4 — подготовки финансово-экономических кадров.
- Факультет № 5 — первоначального профессионального обучения.
- Факультет № 6 — подготовки сотрудников полиции по охране общественного порядка.
- Факультет № 7 — подготовки кадров для оперативных подразделений ЦА МВД.
- Факультет № 8 — подготовки иностранных специалистов.
- Факультет № 9 — подготовки научно-педагогических и научных кадров.
- Факультет № 10 — дополнительного профессионального образования.
- Факультет № 11 — заочного обучения.

### Филиалы
- Калининградский филиал Санкт-Петербургского университета МВД России
- Ленинградский областной филиал Санкт-Петербургского университета МВД России. Создан путём объединения факультета № 7 (бывшая Санкт-Петербургская специальная средняя школа милиции МВД России) и Северо-Западного института повышения квалификации Федеральной службы Российской Федерации по контролю за оборотом наркотиков[12][13]. Расположен в посёлке Мурино Ленинградской области. Начальник — полковник полиции Хаустов (предшественник — полковник полиции Александр Фёдорович Егорченков).

## Здания и учебные центры

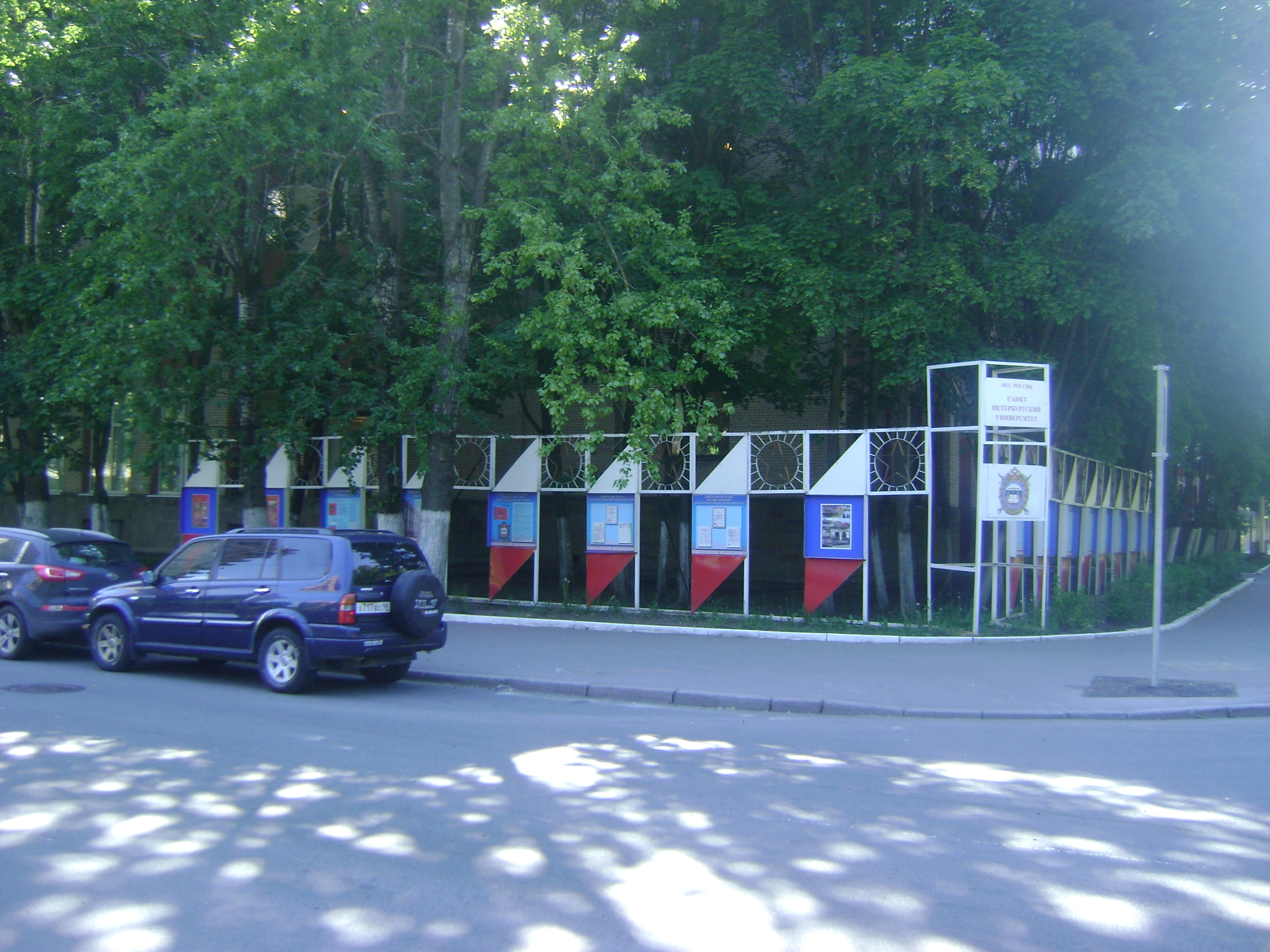
Вид на основное здание университета

- Основное здание расположено по адресу Санкт-Петербург, улица Лётчика Пилютова, дом 1. В нём располагаются 3 факультета и 25 кафедр.

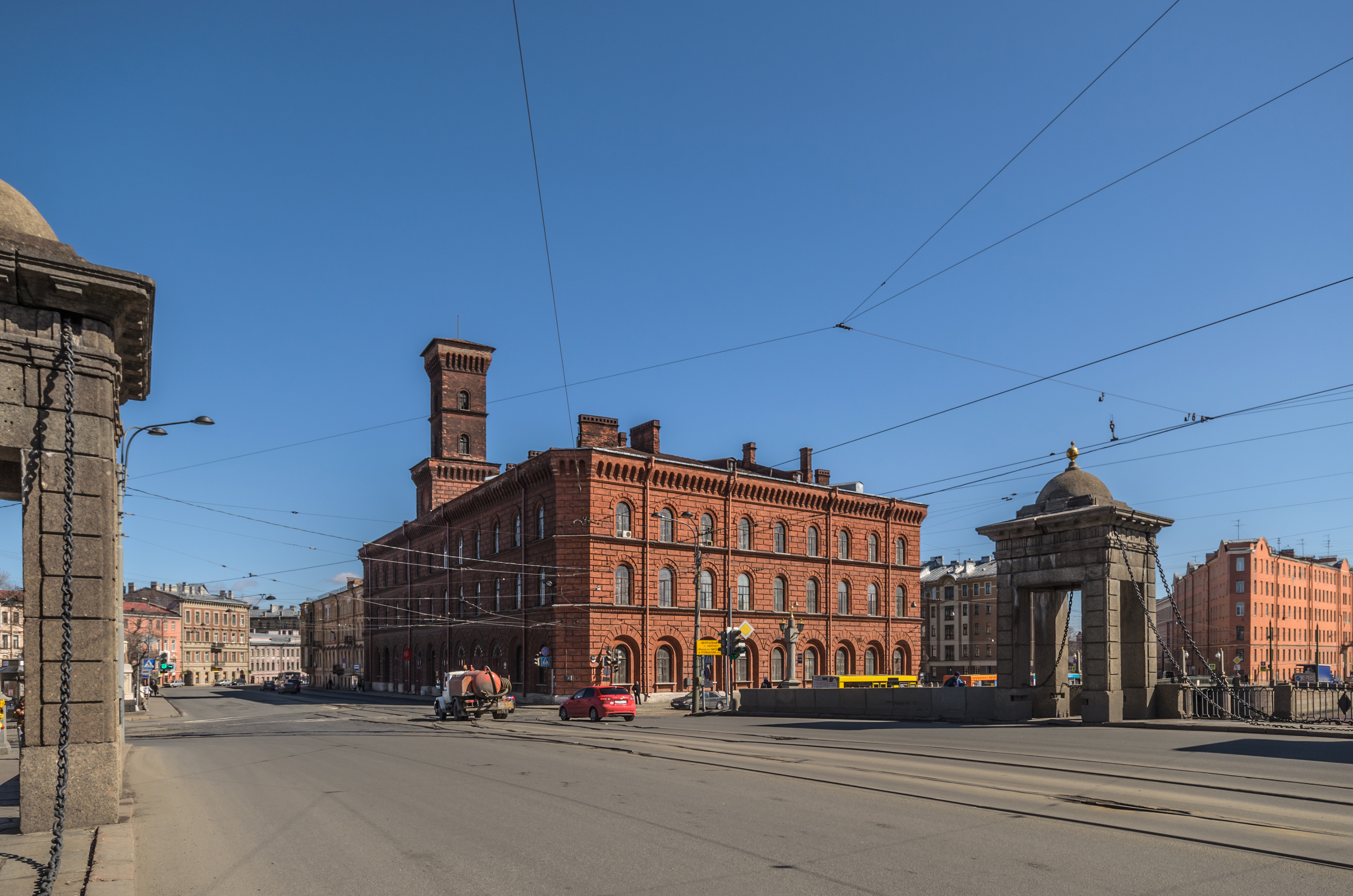
Здание на площади Репина

- Второе здание университета располагается по адресу площадь Репина, дом 1. В нём находится учебно-научный комплекс экономической безопасности, 2 факультета и 2 кафедры.
- Третье здание находится в Стрельне на Санкт-Петербургском шоссе, дом 17. В нём располагаются 2 факультета и 3 кафедры.
- Четвёртое здание на Васильевском острове по адресу 4-я линия, дом 43. В здании располагаются два факультета.
- Пятое здание расположено в Новом Петергофе на улице Аврова, дом 33. В здании действуют 3 факультета и 2 кафедры.
- Загородный учебный центр университета располагается в посёлке Сосново Приозерского района Ленинградской области. В загородном центре проходят теоретические и практические занятия, оперативно-тактические учения, занятия по боевой и огневой подготовке[14].

Институт-факультет, расположеный в г. Пушкин, ул. Софийская, д. 1 так же относится к университету.
- В состав вуза входят тир, полигон, криминалистический центр, трасологическая лаборатория, цифровая фотолаборатория, лингафонный кабинет, 2 общежития, поликлиника, библиотека, компьютерные классы, центры психологической подготовки и другие объекты, позволяющие создавать необходимый уровень материально-технического обеспечения учебного процесса и психологического комфорта.

## Руководство
Руководство университетом осуществляют учредитель вуза в лице МВД РФ, руководящий состав (начальник и заместители начальника), а также коллегиальный орган управления — Учёный совет. Начальником университета с 5 декабря 2022 года является генерал-лейтенант полиции И. Ф. Амельчаков. Заместителями начальника являются:
- первый заместитель — Анна Анатольевна Тимофеева (генерал-майор полиции)
- по работе с личным составом — Александр Алексеевич Забегаев (полковник полиции)
- по научной работе — Максим Викторович Бавсун (полковник полиции, доктор юридических наук, профессор)
- по заочному обучению — Вадим Викторович Горбатов (полковник полиции, кандидат педагогических наук, доцент)
- по организации службы — Александр Вячеславович Полянский (полковник полиции)
- по профессиональному обучению и дополнительному профессиональному образованию — Леонид Витальевич Смирнов (полковник полиции)

В учёный совет университета входят авторитетные ученые (доктора и кандидаты наук), руководители территориальных органов внутренних дел, деятели культуры и искусства, общественные деятели, а также ряд курсантов вуза. Возглавляет учёный совет А.В. Травников.

### Начальники университета с 1992 года
- 1992—1996 — Станислав Фёдорович Зыбин, начальник Санкт-Петербургского юридического института МВД РФ, генерал-майор внутренней службы, доктор юридических наук, доктор исторических наук, профессор.
- 1996—1998 — Олег Михайлович Латышев, начальник Санкт-Петербургской Академии МВД, генерал-лейтенант внутренней службы, кандидат педагогических наук, профессор.
- 1998—2006 — Виктор Петрович Сальников, генерал-лейтенант милиции, доктор юридических наук, профессор.
- 2006—2007 — Леонид Трофимович Бородавко, генерал-майор полиции, доктор педагогических наук, доцент.
- 2007—2017 — Василий Анатольевич Кудин, генерал-лейтенант полиции, кандидат юридических наук, профессор.
- 2017—2018 — и.о. начальника Андрей Анатольевич Кочин, генерал-майор полиции, доктор педагогических наук, профессор.
- 2018—2022 — Александр Владимирович Травников, генерал-лейтенант полиции.
- с 2022 — Игорь Филиппович Амельчаков, генерал-лейтенант полиции (2023), кандидат юридических наук, доцент.

## Спорт в университете
В вузе традиционно развит спорт. Сборные команды и спортсмены университета участвуют, побеждают и занимают призовые места
на международных, всероссийских, региональных и ведомственных чемпионатах, спартакиадах, турнирах и первенствах по различным видам спорта. Особенно успешны спортсмены университета в боевых искусствах и единоборствах. В 2011 году команда университета одержала победу на чемпионате вузов Санкт-Петербурга по регби, в 2013 году один из курсантов стал чемпионом России по рукопашному бою. В октябре 2013 года сотрудница университета Ольга Степанова стала бронзовым призёром Всемирных игр боевых искусств в кумитэ. Среди курсантов немало мастеров и кандидатов в мастера спорта, а также разрядников.

## Известные выпускники
В приведенном ниже списке находятся преимущественно лица, которые заканчивали Военно-политическое училище МВД СССР, ещё до его разделения на университет МВД РФ и военный институт внутренних войск
- Анточ, Константин Григорьевич (род. 1949) — министр внутренних дел Республики Молдова (1992—1997), генерал-лейтенант полиции.
- Булавин, Сергей Петрович (род. 1960) — помощник Председателя Правительства РФ (с 2012), генерал-лейтенант полиции.
- Кикоть, Владимир Яковлевич (1952—2013) — руководитель управления Президента РФ по вопросам государственной службы и кадров (2012—2013), доктор юридических и педагогических наук, генерал-лейтенант полиции.
- Колокольцев, Владимир Александрович (род. 1961) — министр внутренних дел РФ с 2012 года, генерал полиции Российской Федерации.
- Муженский, Евгений Семёнович (1937—2023) — руководитель пресс-центра МВД СССР, помощник Министра внутренних дел СССР в 1978—1992 годах (окончил Калининградскую специальную среднюю школу милиции в 1957 году)[15].
- Новиков, Андрей Петрович (род. 1956) — глава Антитеррористического центра СНГ, глава УМВД России по Северо-Западному федеральному округу (2003—2005), генерал-полковник полиции.
- Петухов, Вениамин Григорьевич (род. 1946) — начальник ГУВД по Санкт-Петербурге и Ленобласти (в 1999—2002), генерал-лейтенант милиции.
- Рыщук, Владимир Иванович (род. 1956) — заместитель командующего Северо-Кавказским региональным командованием внутренних войск МВД России — начальник управления по работе с личным составом (в 2008—2011), генерал-майор.
- Степашин, Сергей Вадимович (род. 1952) — российский государственный деятель, с 2000 по 2013 год занимавший должность председателя Счётной палаты РФ, а в 1998—1999 — министра внутренних дел, генерал-полковник.
- Сыдорук, Иван Иванович (род. 1950) — заместитель Генерального прокурора РФ, государственный советник юстиции 1 класса.
- Хромов, Николай Петрович (род. 1936) — начальник Главного управления уголовного розыска МВД СССР (1989—1992), генерал-майор милиции.

## Критика и скандалы
По результатам анализа, проведенного сообществом Диссернет, с СПбУ МВД связано более 40 защит диссертаций, в которых обнаружены признаки нарушения академической этики. По их данным, не менее 15 таких случаев связаны с участием проф. В. Я. Слепова.
В декабре 2022 года от исполнения обязанностей ректора был отстранён генерал-лейтенант Александр Травников, что связывалось с так называемым «генеральским делом» — чередой коррупционных скандалов в Главном управлении МВД по Санкт-Петербургу и Ленинградской области.